# Jules de Brunswick-Wolfenbüttel
Jules, né le 29 juin 1528 à Wolfenbüttel et mort le 3 mai 1589 à Wolfenbüttel, est duc de Brunswick-Lunebourg de 1568 à sa mort. Il règne sur les principautés de Brunswick-Wolfenbüttel et de Calenberg. Le duc est l'un des souverains les plus instruits de son temps ; il est connu comme étant le fondateur de l'ancienne université de Helmstedt et de la Herzog August Bibliothek à Wolfenbüttel.

## Biographie
Fils cadet de Henri II, Jules étudie à l’université de Louvain et, en 1553, devient évêque de Minden. L'année suivante, il quitte les ordres. Après la mort de ses deux frères aînés à la bataille de Sievershausen le 9 juillet 1553, il devient l'héritier de la principauté. Tous les plans de son père pour l'exclure de la succession échouent, malgré la conversion de Jules au protestantisme.
À la mort de son père en 1568, il apporte des réformes fiscales qui permettent de meilleurs rapports entre les fermiers et les nobles. Il fonde également une milice (chaque chef de famille devait posséder son propre fusil et suivre une formation militaire). En 1569, il entame des négociations avec la ville de Brunswick, néanmoins le conflit perdure entre le duché et la ville. Il favorise le commerce, l'extraction du cuivre et du plomb dans les mines de Harz, et écrit un livre concernant l'utilisation du schiste. Pour permettre le commerce de ces différents produits, Jules de Brunswick-Lunebourg investit dans l'amélioration des routes et des fleuves : en 1577, l'Oker entre le Harz et Wolfenbüttel est rendu navigable. Avec l'extraction des minerais, l'industrie de l'armement devient florissante dans les états de Jules. Son arsenal de guerre détient le plus grand canon d'Allemagne, avec cette arme, il peut effectuer des tirs de six kilomètres.
En 1576, Jules de Brunswick-Lunebourg fonde l'université d'État d'Helmstedt, elle a pour rôle de former les pasteurs protestants pour l'État nouvellement réformé.
Le 1er janvier 1569, Jules de Brunswick-Lunebourg publie la Constitution de l'Église.
Après la mort, en 1584, d'Éric II de Brunswick-Calenberg-Göttingen, Jules hérite du Calenberg. Il hérite également du comté de Hoya.

## Descendance
Le 25 février 1560, Jules épouse Edwige de Brandebourg, fille de l'électeur Joachim II Hector de Brandebourg et nièce de sa belle-mère, Sophie Jagellon. Huit enfants sont nés de cette union :
- Sophie-Hedwige, épouse en 1577 le duc Ernest-Louis de Poméranie ;
- Henri-Jules (1564–1613), duc de Brunswick-Lunebourg ;
- Marie (1566–1626), épouse en 1582 le duc François II de Saxe-Lauenbourg ;
- Élisabeth (1567-1618), épouse en 1583 le comte Adolphe XIV de Schaumbourg, puis en 1604 le duc Christophe de Brunswick-Harbourg ;
- Philippe-Sigismond (1568–1623), évêque d'Osnabrück ;
- Joachim-Charles (1573-1615) ;
- Dorothée-Augusta (1577–1625), abbesse de Gandersheim ;
- Jules-Auguste (1578–1617), abbé de Michaelstein ;
- Hedwige (1580–1657), épouse en 1621 le duc Othon III de Brunswick-Harbourg.